# Episodi di Die Rosenheim-Cops (diciannovesima stagione)
La diciannovesima stagione della serie televisiva Die Rosenheim-Cops è stata trasmessa in anteprima in Germania dalla ZDF tra il 24 settembre 2019 e il 7 aprile 2020.
| nº | Titolo originale                 | Titolo italiano | Prima TV Germania | Prima TV Italia |
| -- | -------------------------------- | --------------- | ----------------- | --------------- |
| 1  | Zu Tode gekuschelt               | inedito         | 24 settembre 2019 | inedito         |
| 2  | Eine sensationelle Entdeckung    | inedito         | 1º ottobre 2019   | inedito         |
| 3  | Ein Auftrag für Frau Stockl      | inedito         | 8 ottobre 2019    | inedito         |
| 4  | Ende eines Picknicks             | inedito         | 15 ottobre 2019   | inedito         |
| 5  | Ein Haus für alle Fälle          | inedito         | 22 ottobre 2019   | inedito         |
| 6  | Der Schrank muss weg             | inedito         | 29 ottobre 2019   | inedito         |
| 7  | Ein mysteriöser Blumenstrauß     | inedito         | 5 novembre 2019   | inedito         |
| 8  | Ein ganzer heißer Tipp           | inedito         | 12 novembre 2019  | inedito         |
| 9  | Der letzte Jour fixe             | inedito         | 19 novembre 2019  | inedito         |
| 10 | Eine geliebte Schwester          | inedito         | 26 novembre 2019  | inedito         |
| 11 | Hochzeit in Gefahr               | inedito         | 3 dicembre 2019   | inedito         |
| 12 | Tod im Märchenpark               | inedito         | 10 dicembre 2019  | inedito         |
| 13 | Ein Date für Frau Stockl         | inedito         | 17 dicembre 2019  | inedito         |
| 14 | Ein Mord mit Vorermittlungen     | inedito         | 7 gennaio 2020    | inedito         |
| 15 | Der Bierkrieg                    | inedito         | 7 gennaio 2020    | inedito         |
| 16 | Beichte eines Toten              | inedito         | 14 gennaio 2020   | inedito         |
| 17 | Der Bart muss weg                | inedito         | 21 gennaio 2020   | inedito         |
| 18 | Der neue Mann                    | inedito         | 28 gennaio 2020   | inedito         |
| 19 | Der Schrottkönig                 | inedito         | 4 febbraio 2020   | inedito         |
| 20 | Ihr erster Fall                  | inedito         | 11 febbraio 2020  | inedito         |
| 21 | Ein Zwilling kommt selten allein | inedito         | 18 febbraio 2020  | inedito         |
| 22 | Reif für die Liebe               | inedito         | 25 febbraio 2020  | inedito         |
| 23 | Bloß keine Umstände              | inedito         | 10 marzo 2020     | inedito         |
| 24 | Der tote Sommer                  | inedito         | 17 marzo 2020     | inedito         |
| 25 | Ein verräterischer Duft          | inedito         | 24 marzo 2020     | inedito         |
| 26 | Optimisten leben länger          | inedito         | 31 marzo 2020     | inedito         |
| 27 | Der dritte Mann                  | inedito         | 7 aprile 2020     | inedito         |